# Piła

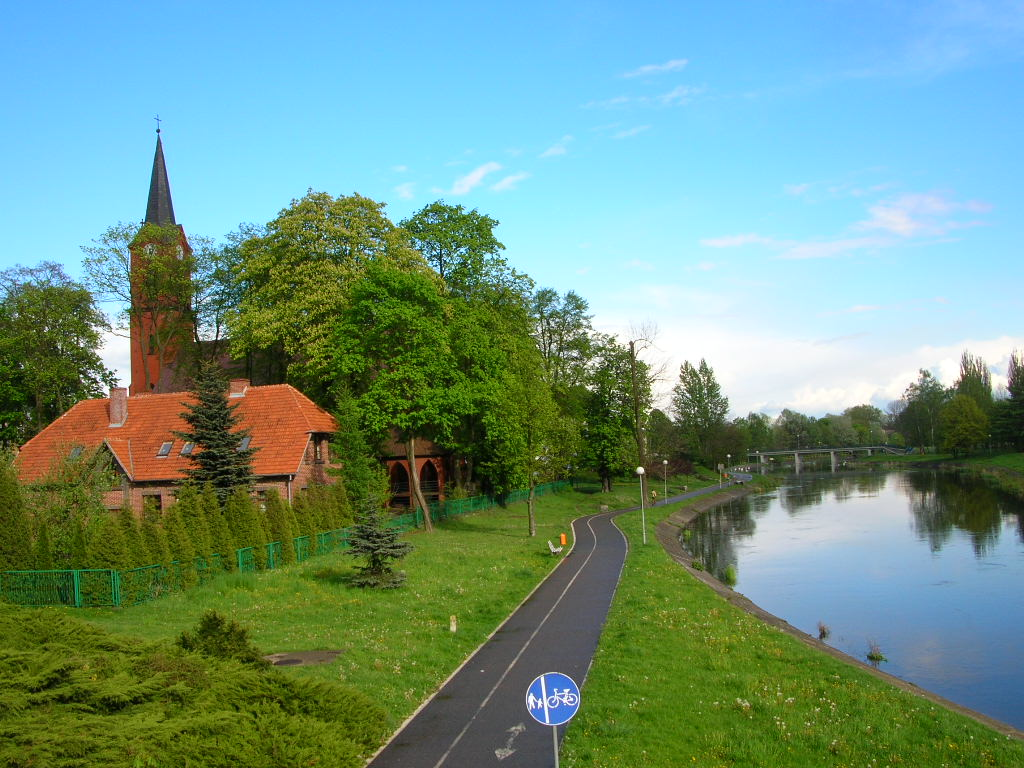
Passeig a la vora del riu Gwda.

Piła (alemany: Schneidemühl) és una població situada al nord-oest de Polònia per on passa el riu Gwda. El 2006 tenia 75.1044 habitants. Va ser la capital del voivodat de Piła entre el 1975 i el 1998, i des del 1999 és capital del voivodat de Gran Polònia. És una ciutat coneguda pels seus parcs i passejos i els densos boscos que l'envolten. És un important nus ferroviari i de carreteres, ja que s'hi passa per anar de Poznań a Szczecinek i de Bydgoszcz a Krzyz.